# Saulo Squarsone Rodrigues dos Santos
Saulo Squarsone Rodrigues dos Santos (Salto, 10 agosto 1985) è un calciatore brasiliano, portiere del Botafogo-PB.

## Carriera
Cresciuto in patria nelle file del Santos, arriva ad esordire nel 2005 con il proprio club, collezionando 26 presenze.
Arriva in Italia per un periodo di prova con l'Udinese, durante il quale viene convocato anche nel gennaio del 2007 per la tournée a Barcellona sostenuta dalla squadra..
All'inizio della successiva stagione viene tesserato dalla società friulana, dove riveste il ruolo di terzo portiere alle spalle di Samir Handanovič e Antonio Chimenti. Dal momento che in prima squadra non trova spazio diventa il portiere titolare della squadra Primavera.
Il 22 luglio passa in compartecipazione all'AlbinoLeffe. Dopo essere stato titolare nelle partite di Coppa Italia contro Pescara e Siena, diventa il "secondo" di Antonio Narciso, acquistato negli ultimi giorni di mercato dalla società seriana. Il rapporto con l'AlbinoLeffe termina con la risoluzione consensuale del contratto nel luglio 2009.
Nel 2010 passa all'Ituano, squadra della massima serie brasiliana.